# 二郎遊真
二郎 遊真（じろう ゆうしん、1975年 - ）は、日本の小説家。東京都出身。

## 略歴
大学時代に映画シナリオコンクール城戸賞の最終選考に二年連続で残り、2006年、映画「着信アリFinal」にて真二郎（しんじろう）の名で脚本家デビュー。デジタルハリウッド映像コース修了。
2008年、「マネーロード」が講談社の第39回メフィスト賞を受賞して刊行。小説家として本格的にデビュー。
2009年、二作目「悪党が見た星」を刊行。また武田真治主演でマネーロードが「オーディオシネマ」化。音が立体的に聴こえるバイノーラル技術を使用。

## 作品リスト

### 脚本
- 着信アリFinal

### 小説
- マネーロード (2008)
- 悪党が見た星 (2009)

### オーディオシネマ
- マネーロード　前・後編 (2009)

### その他
- 『YAMAHA THR 10X/10C5A WEB PV』（構成）
- 『東京都　自転車ルールCM　遅刻魔チャリズム』（構成協力）